# Thaneros
Thanéros is een stripreeks gemaakt door tekenaar Eric Larnoy en het schrijversduo Claude Carré en Denis Parent. De reeks bestaat uit drie albums waarvan de eerste twee delen verschenen bij uitgeverij Novedi in 1989 en 1990, het derde deel werd uitgebracht in 1994 door Dupuis in de collectie Spotlight.

## Inhoud
De strip Thaneros kent meerdere lagen die consequent gevolgd worden, afgewisseld met actiescènes. De tekeningen van Eric Larnoy schommelen tussen karikaturaal en semi-realistisch, met een hoog Dany-achtig gehalte, afgewisseld met grauwe platen en impressionistische prenten.
Hoofdpersonen in de verhalen zijn het stel Hannah en Harold die een roerige relatie hebben. Onbedoeld overschrijden zij de grens tussen onze wereld en de wereld van Thanéros, waarin zij onwillige pionnen worden in een bizar spel en de mysterieuze wezens Majordomus en Scryba de belangrijke spelers zijn. De wereld waarin ze terechtkomen beschikt over zijn eigen logica en wetten. Hanna heeft psychische problemen en Harold blijkt over onvermoede kwaliteiten te beschikken. Hun aanwezigheid verstoort in toenemende mate de Thanéros-wereld en komt in het derde deel tot een climax als het egocentische jochie Falko ten tonele verschijnt.

## Albums
| Nummer | Titel                      | Verschenen | Uitgeverij |
| ------ | -------------------------- | ---------- | ---------- |
| 1      | Het lied van de Majordomus | 1989       | Novedi     |
| 2      | De jeugdzonde              | 1990       | Novedi     |
| 3      | Falko                      | 1994       | Dupuis     |